# Бобиш, Дэн
Дэ́ниел Бо́биш (англ. Daniel Bobish; 26 января 1970, Кливленд) — американский боец смешанного стиля, представитель супертяжёлой весовой категории. Выступал на профессиональном уровне в период 1996—2007 годов, известен по участию в турнирах таких бойцовских организаций как UFC, Pride, KOTC, владел титулом чемпиона KOTC в супертяжёлом весе.

## Биография
Дэн Бобиш родился 26 января 1970 года в городе Кливленд, штат Огайо. Во время учёбы в школе и университете серьёзно занимался борьбой, выступал в третьем дивизионе Национальной ассоциации студенческого спорта, в 1992 году становился национальным чемпионом по борьбе. Позже работал телохранителем и спарринг-партнёром известного боксёра Майка Тайсона.
В 1996 году решил попробовать себя в смешанных единоборствах и выступил на турнире по вале-тудо в Бразилии, где за один вечер провёл сразу три поединка: два выиграл, но в третьем досрочно уступил Кевину Рэндлмену. Затем одержал одну победу в США и вновь съездил на турнир по вале-тудо в Бразилию — на сей раз выиграл один поединок, а во втором сдался местному бразильскому бойцу Карлусу Баррету, попавшись в удушающий приём «треугольник». В июле 1997 года выступил на турнире крупнейшей американской организации Ultimate Fighting Championship, победил здесь техническим нокаутом Брайана Джонстона и потерпел поражение сдачей от Марка Керра.
После некоторого перерыва в 2001 году вернулся в ММА, одержав очередную победу, а в 2002 году присоединился к крупному калифорнийскому промоушену King of the Cage, где сразу же завоевал титул чемпиона в супертяжёлой весовой категории, победив техническим нокаутом Эрика Пеле. Выиграл рейтинговый поединок против Майка Кайла. Позже лишился чемпионского титула, уже на 46 секунде первого раунда проиграл соотечественнику Джимми Амбрису.
Дальнейшая карьера Бобиша была связана с Японией, он одержал победу на турнире небольшого местного промоушена X-1, после чего начал сотрудничать с крупнейшей японской бойцовской организацией Pride Fighting Championships. Тем не менее, большого успеха здесь не добился, техническими нокаутами проиграл Гари Гудриджу, Игорю Вовчанчину и Марку Ханту.
Потерпев неудачу в Японии, продолжил выступать в США, в частности вернулся в KOTC и одержал здесь ещё две победы. В марте 2006 года на турнире GFC встречался с известным бойцом Беном Ротвеллом и был нокаутирован ударом колена в корпус. Сделал серию из шести побед подряд, хотя дрался при этом в не самых престижных организациях, и уровень его оппозиции в этот период был не очень высок. Последний раз дрался по правилам ММА в октябре 2007 года, в поединке с ветераном «Прайда» россиянином Александром Емельяненко потерпел поражение сдачей в результате успешно проведённой «гильотины» в стойке. Вскоре по окончании этого турнира принял решение завершить карьеру бойца, всего провёл на профессиональном уровне 26 боёв, из них 17 выиграл и 9 проиграл.
Помимо смешанных единоборств выступал также в профессиональном реслинге.
После завершения спортивной карьеры проживал в родном Кливленде, в 2010 году основал собственную промоутерскую компанию Ultimate Cage Battles, занимающуюся организацией турниров с участием местных бойцов.

## Статистика в профессиональном ММА
| Боёв 26  | Побед 17 | Поражений 9 |
| -------- | -------- | ----------- |
| Нокаутом | 8        | 4           |
| Сдачей   | 9        | 5           |

| Результат | Рекорд | Соперник              | Способ                       | Турнир                                | Дата             | Раунд | Время | Место              | Примечание                                        |
| --------- | ------ | --------------------- | ---------------------------- | ------------------------------------- | ---------------- | ----- | ----- | ------------------ | ------------------------------------------------- |
| Поражение | 17–9   | Александр Емельяненко | Сдача (гильотина)            | HCF: Title Wave                       | 19 октября 2007  | 1     | 1:09  | Калгари, Канада    |                                                   |
| Победа    | 17–8   | Нейт Эдди             | KO (удар рукой)              | NAAFS: Fight Night in the Flats III   | 9 июня 2007      | 1     | 1:00  | Кливленд, США      |                                                   |
| Победа    | 16–8   | Крис Кларк            | Сдача (американа)            | GFS: Seasons Beatings                 | 2 декабря 2006   | 1     | 1:24  | Кливленд, США      |                                                   |
| Победа    | 15–8   | Дан Эвенсен           | Сдача (удары руками)         | Xtreme Fight Series 2                 | 14 октября 2006  | 1     | 1:25  | Бойсе, США         |                                                   |
| Победа    | 14–8   | Мэтт Экерле           | Сдача (гильотина)            | Fightfest 6                           | 23 сентября 2006 | 1     | 0:31  | Корпус-Кристи, США |                                                   |
| Победа    | 13–8   | Эрик Кнокс            | TKO (удары руками)           | GFS: Fight Nite in the Flats 2        | 10 июня 2006     | 1     | 0:47  | Кливленд, США      |                                                   |
| Победа    | 12–8   | Крис Кларк            | Сдача (рычаг локтя)          | Fightfest 3                           | 6 мая 2006       | 1     | 1:00  | Янгстаун, США      |                                                   |
| Поражение | 11–8   | Бен Ротвелл           | KO (удар коленом)            | GFC: Team Gracie vs Team Hammer House | 3 марта 2006     | 1     | 4:20  | Колумбус, США      |                                                   |
| Победа    | 11–7   | Джоуи Смит            | Сдача (удары)                | KOTC 64: Raging Bull                  | 16 декабря 2005  | 1     | 0:21  | Кливленд, США      |                                                   |
| Победа    | 10–7   | Рубен Вильяреаль      | TKO (удары руками)           | KOTC 48: Payback                      | 25 февраля 2005  | 1     | 0:55  | Кливленд, США      |                                                   |
| Поражение | 9–7    | Марк Хант             | TKO (ногой в корпус)         | Pride 28                              | 31 октября 2004  | 1     | 6:23  | Сайтама, Япония    |                                                   |
| Поражение | 9–6    | Игорь Вовчанчин       | TKO (удары руками)           | Pride 27                              | 1 февраля 2004   | 2     | 1:45  | Осака, Япония      |                                                   |
| Поражение | 9–5    | Гари Гудридж          | TKO (удары руками)           | Pride Final Conflict 2003             | 9 ноября 2003    | 1     | 0:18  | Токио, Япония      |                                                   |
| Победа    | 9–4    | Бэйзил Кастро         | TKO (удары руками)           | X-1                                   | 6 сентября 2003  | 1     | 1:33  | Иокогама, Япония   |                                                   |
| Поражение | 8–4    | Джимми Амбрис         | Сдача (удары)                | KOTC 16: Double Cross                 | 2 августа 2002   | 1     | 0:46  | Сан-Джасинто, США  | Лишился титула чемпиона KOTC в супертяжёлом весе. |
| Победа    | 8–3    | Майк Кайл             | Сдача (удары руками)         | KOTC 13: Revolution                   | 17 мая 2002      | 1     | 3:25  | США                |                                                   |
| Победа    | 7–3    | Эрик Пеле             | TKO (остановлен секундантом) | KOTC 12: Cold Blood                   | 9 февраля 2002   | 2     | 1:10  | Сан-Джасинто, США  | Выиграл титул чемпиона KOTC в супертяжёлом весе.  |
| Победа    | 6–3    | Бретт Хогг            | Сдача (рычаг локтя)          | RSF 5: New Blood Conflict             | 27 октября 2001  | 1     | 0:27  | Огаста, США        |                                                   |
| Поражение | 5–3    | Марк Керр             | Сдача (болевой)              | UFC 14                                | 27 июля 1997     | 1     | 1:38  | Бирмингем, США     |                                                   |
| Победа    | 5–2    | Брайан Джонстон       | TKO (удары)                  | UFC 14                                | 27 июля 1997     | 1     | 2:10  | Бирмингем, США     |                                                   |
| Поражение | 4–2    | Карлус Баррету        | Сдача (треугольник)          | Universal Vale Tudo Fighting 6        | 3 марта 1997     | 1     | 7:47  | Бразилия           |                                                   |
| Победа    | 4–1    | Усимар Иполиту        | KO (удары руками)            | Universal Vale Tudo Fighting 6        | 3 марта 1997     | 1     | 0:05  | Бразилия           |                                                   |
| Победа    | 3–1    | Джо Чарльз            | Сдача (удушение предплечьем) | World Fighting Federation             | 14 февраля 1997  | 1     | 4:42  | Бирмингем, США     |                                                   |
| Поражение | 2–1    | Кевин Рэндлмен        | Сдача (удары руками)         | Universal Vale Tudo Fighting 4        | 22 октября 1996  | 1     | 5:50  | Бразилия           |                                                   |
| Победа    | 2–0    | Дейв Бенето           | TKO (doctor stoppage)        | Universal Vale Tudo Fighting 4        | 22 октября 1996  | 1     | 4:44  | Бразилия           |                                                   |
| Победа    | 1–0    | Мауру Бернарду        | Сдача (удушение предплечьем) | Universal Vale Tudo Fighting 4        | 22 октября 1996  | 1     | 1:40  | Бразилия           |                                                   |